# PKP-Baureihe EM10
Die Fahrzeuge der PKP-Baureihe EM10 waren elektrische Rangierlokomotiven der Polnischen Staatsbahnen (PKP). Sie wurde in vier Exemplaren von Cegielski in Poznań hergestellt. Dies waren die ersten mit Mikroprozessorsteuerung arbeitenden elektrischen polnischen Lokomotiven. Sie waren bis 2009 im Einsatz. Drei Lokomotiven wurden 2021 verschrottet, die EM10-003 wird in einem Museum des Landes erhalten bleiben.

## Geschichte
Als in den 1970er Jahren die Tschechoslowakischen Staatsbahnen ČSD ihre E 458.0 beschafften und ab 1979 die E 458.1 geliefert wurde, wollten die PKP eine elektrische Rangierlokomotive mit Mittelführerstand und Thyristorsteuerung beschaffen, die besonders für den Rangierdienst auf großen Rangierbahnhöfen sowie für leichte Übergabezüge und kurze Reisezüge Verwendung finden sollte. 1989 wurde die ersten beiden Lokomotiven von Cegielski auf dem Rangierbahnhof in Poznań, die als EM10 101 und 102 bezeichnet wurden, ausführlich erprobt. Die Lokomotiven wurden bei Cegielski als Typ 405E bezeichnet.
Die beiden ausgelieferten Loks hatten eine Chopper-Steuerung. Im April 1991 folgten die Lokomotiven EM10-001 und 002, die bis auf die Steuerung, die vom Institut für Elektrotechnik in Warschau entwickelt wurde, identisch.
Während die Lokomotiven mit der polnischen Steuerung oft ausfielen, liefen die mit der tschechischen Steuerung nahezu fehlerfrei. Daher wurden die beiden mit der polnischen Steuerung an den Hersteller zurückgegeben und dort auf Choppersteuerung umgebaut. Es blieb bei diesen vier Lokomotiven.
Im schweren Rangierdienst wurde die SM42 bevorzugt und im Güterzugbetrieb die ET22. Den EM10 verblieben nur Dienste, bei denen die großen Lokomotiven unwirtschaftlich arbeiteten. Auf der Bahnstrecke Jelenia Góra–Kořenov auf dem Abschnitt Jelenia Gora–Szklarska Poręba wurden sie um das Jahr 2000 im Personenzugdienst eingesetzt. Nach zehnjähriger Nutzung kam es bei der elektrischen Steuerung vermehrt zu Ausfällen, sodass beschlossen wurde, die Lokomotiven gründlich zu überarbeiten.

### Modernisierung

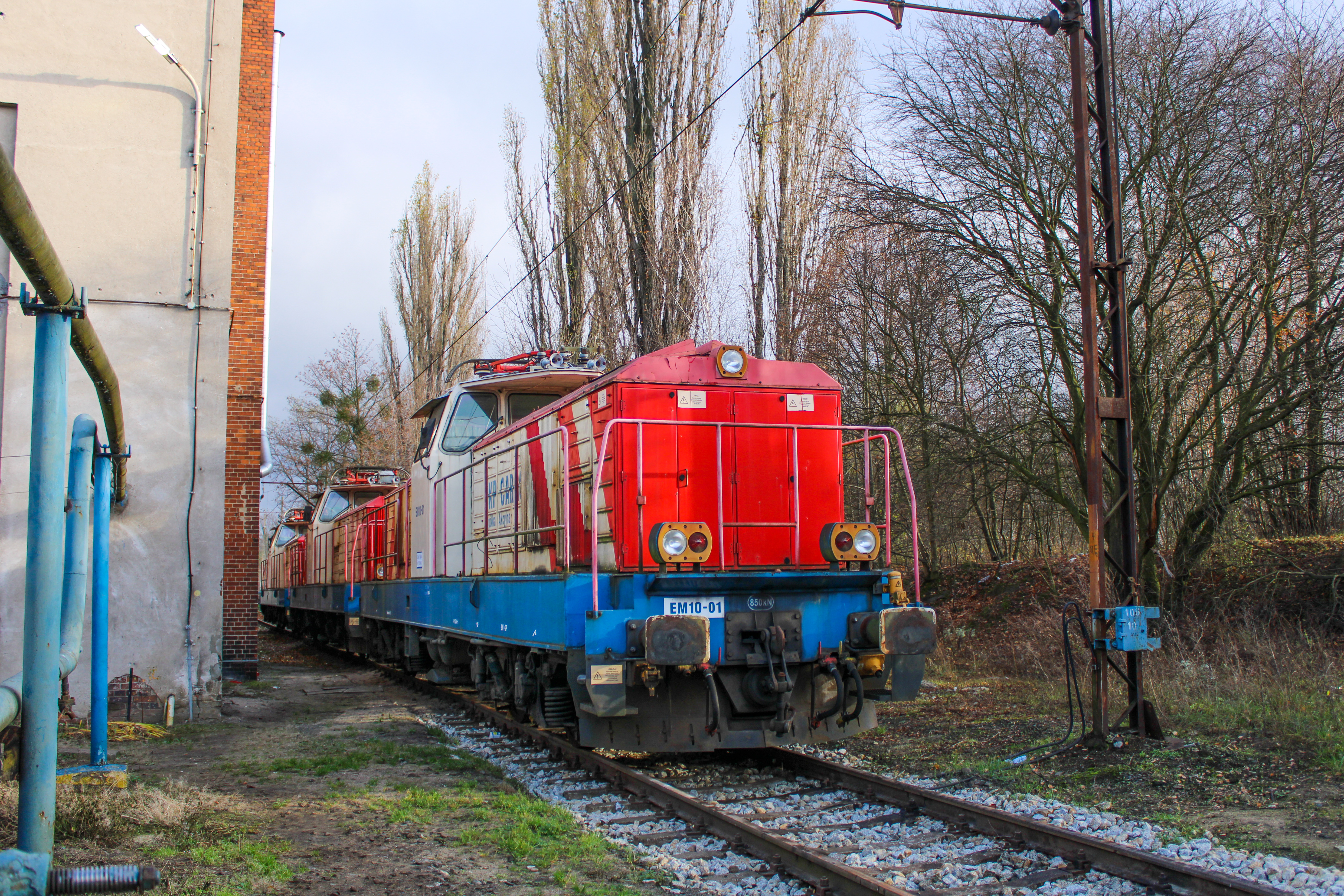
EM 10 abgestellt in Poznań Franowo (2020)

Im Jahr 2002 wurden die Lokomotiven zur Modernisierung zu Newag geschickt, die bis 2004 dauerte. Sie erhielten eine neue Farbgebung, neue Stromabnehmer und eine neue Fahrzeugsteuerung auf Basis von IGBT mit einem modernen Steuerungs- und Diagnosesystem. Die Fahrzeuge erhielten neue Scheinwerfer, jedoch wurde die Vielfachsteuerung ausgebaut. Nach der Modernisierung wurden sie als EM10-001–004 bezeichnet.
Nach der Modernisierung wurden sie vorrangig als Schiebelokomotive auf Bergstrecken eingesetzt. Bis 2006 fuhren sie auf dem Abschnitt Jaworzyna Śląska–Wałbrzych Główny der Bahnstrecke Wrocław Świebodzki–Zgorzelec. Danach waren sie in Nowy Sącz beheimatet. Sie kamen dort bis 2008 auf der Strecke Tarnów–Leluchów zwischen Nowy Sącz und Stróże zum Einsatz. Ab 2009 wurden sie in Poznań abgestellt.

## Konstruktion
Die Mittelführerstandslokomotiven mit zwei Vorbauten hatten Choppersteuerung, der elektrodynamischen Bremse, Einholm-Dachstromabnehmer und Flexicoil-Schraubenfeder.
Im Vorbau A befinden sich die Umrichter für die Thyristoren und zur Kühlung diverser Elemente. Im Vorbau B befinden sich Leistungsschalter, die Hochspannungsabteilung, Kompressoren und pneumatische Geräte sowie die Einrichtungen der elektrodynamischen Bremse. Der Zugang zu den einzelnen Abteilungen ist mit seitlichen Öffnungen möglich. Abnehmbare Dächer ermöglichen eine einfache Demontage im Ausbesserungswerk. Die Lokomotive liegt auf zwei zweiachsigen Drehgestellen. Die Radsätze sind mit Schraubenfedern, die Drehgestelle am übrigen Lokrahmen mit Flexicoil-Schraubenfeder abgefedert. Im Führerhaus sind zwei Führerstände diagonal gegeneinander angeordnet.
Die Lokomotiven wurden von vier Motoren in Tatzlager-Bauweise mit je 240 kW Leistung angetrieben, Die Motoren konnten paarweise entweder in Reihenschaltung bzw. in Parallelschaltung betrieben werden. Sie besaßen eine automatische Geschwindigkeitsregulierung. Der Betrieb jedes Motorpaares konnte von einem separaten Stromrichter überwacht werden. Bis zur Modernisierung besaßen sie Vielfachsteuerung.